# مجمع فرح أباد
مجمع فرح‌ أباد (بالفارسية: مجموعه تاریخی فرح‌آباد) هو مجمع تاريخي يعود إلى السلالة الصفوية، ويقع في فرح‌ أباد، في إيران.

## ألبوم الصور

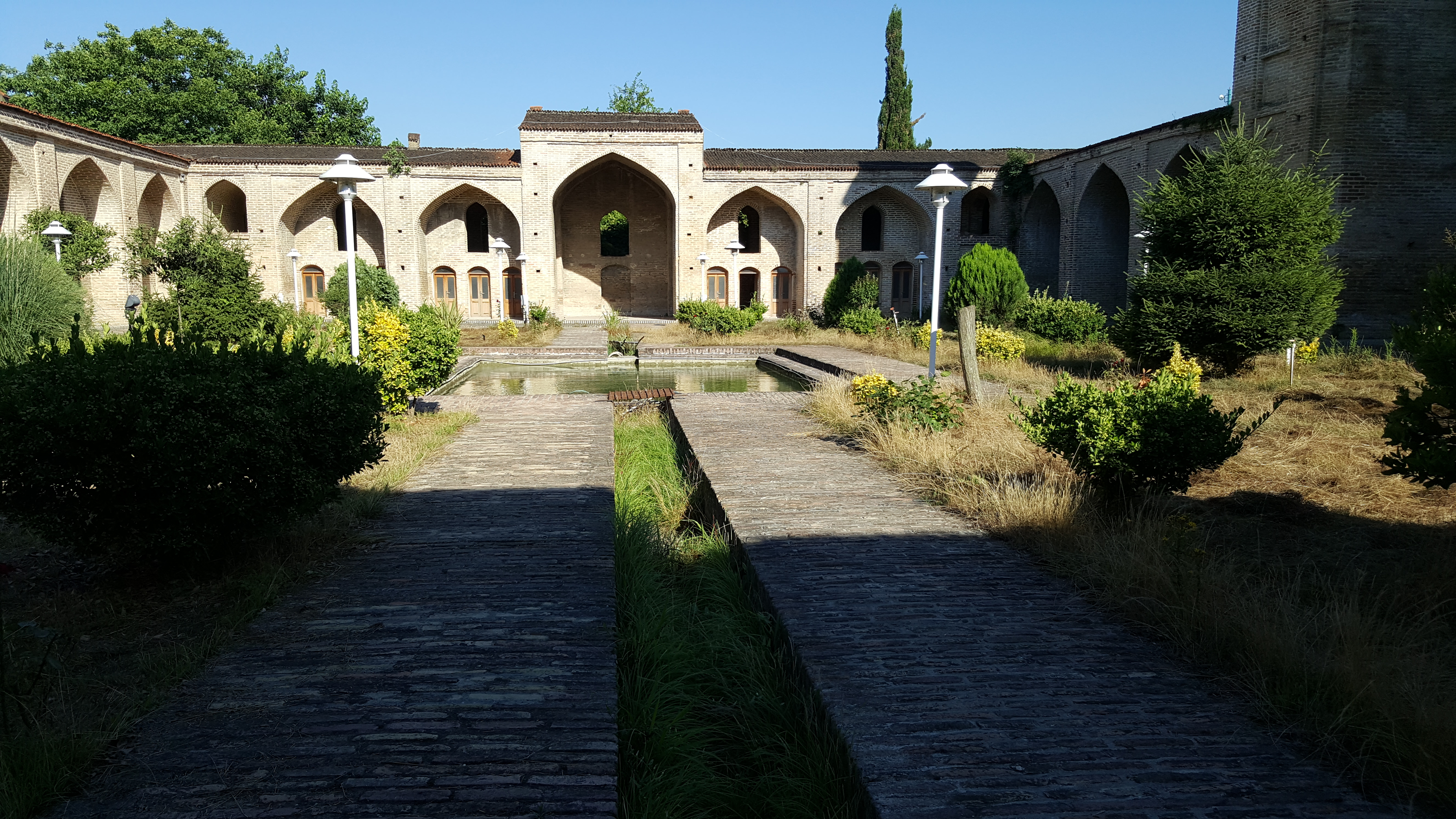
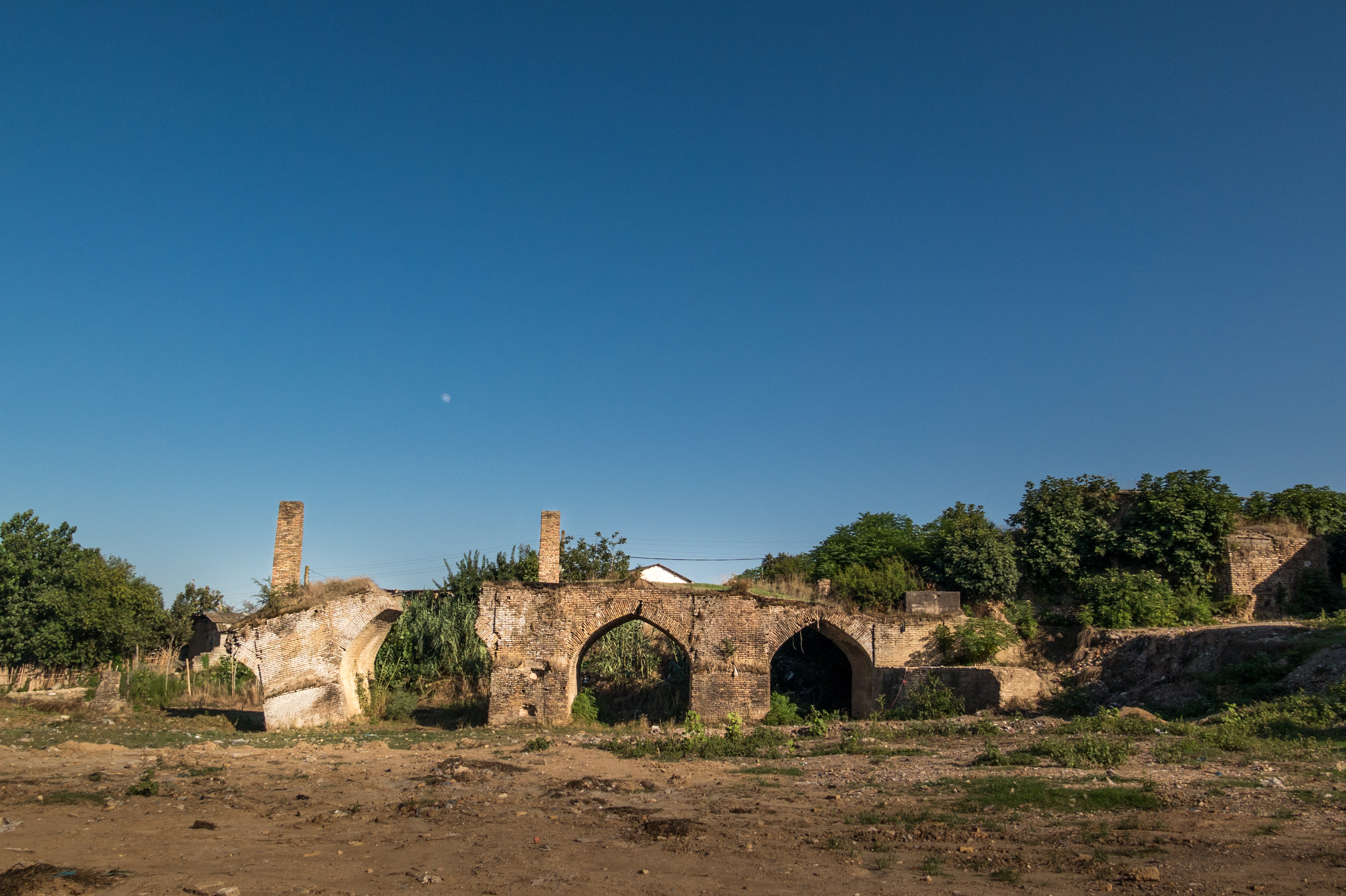
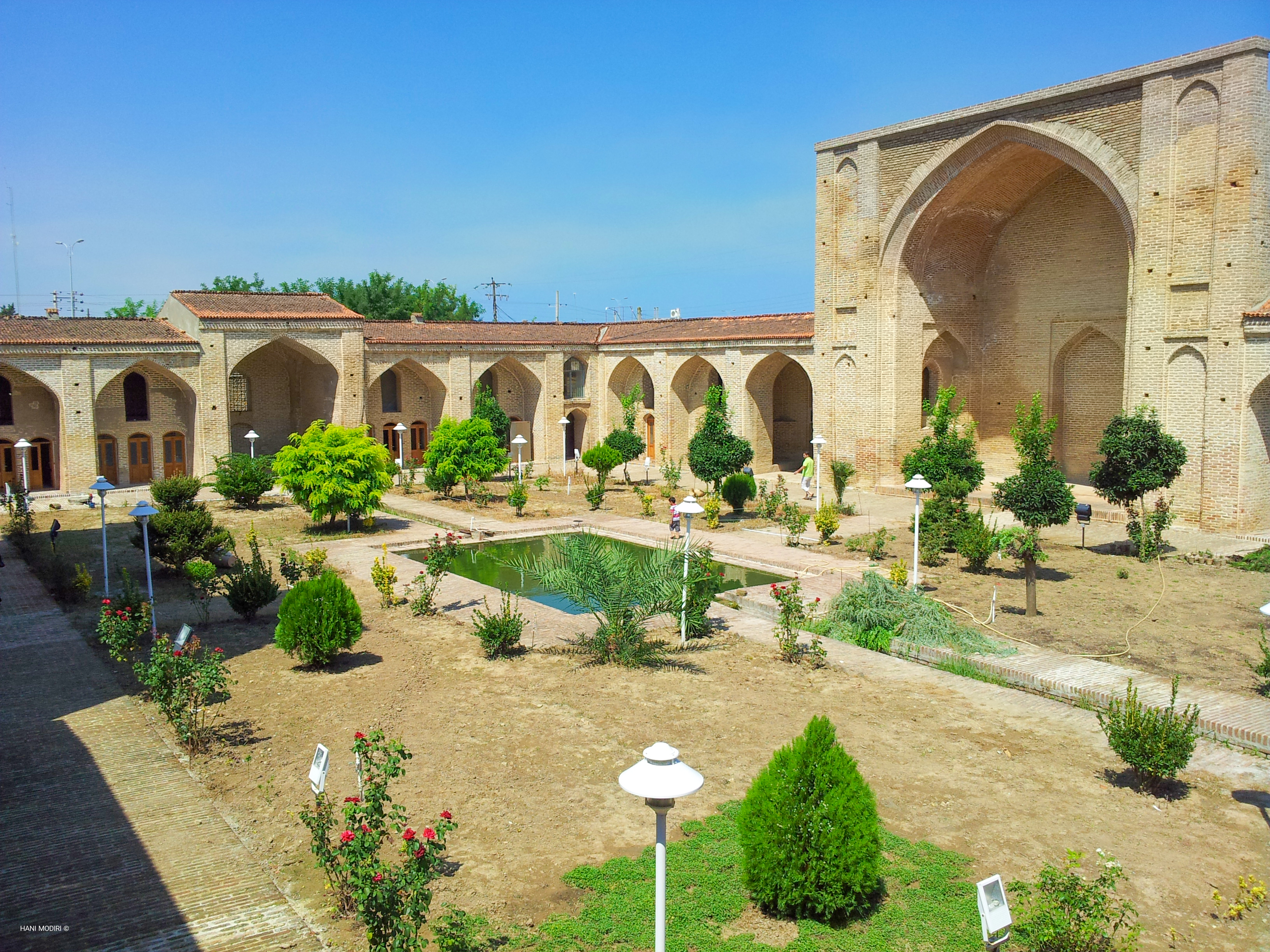
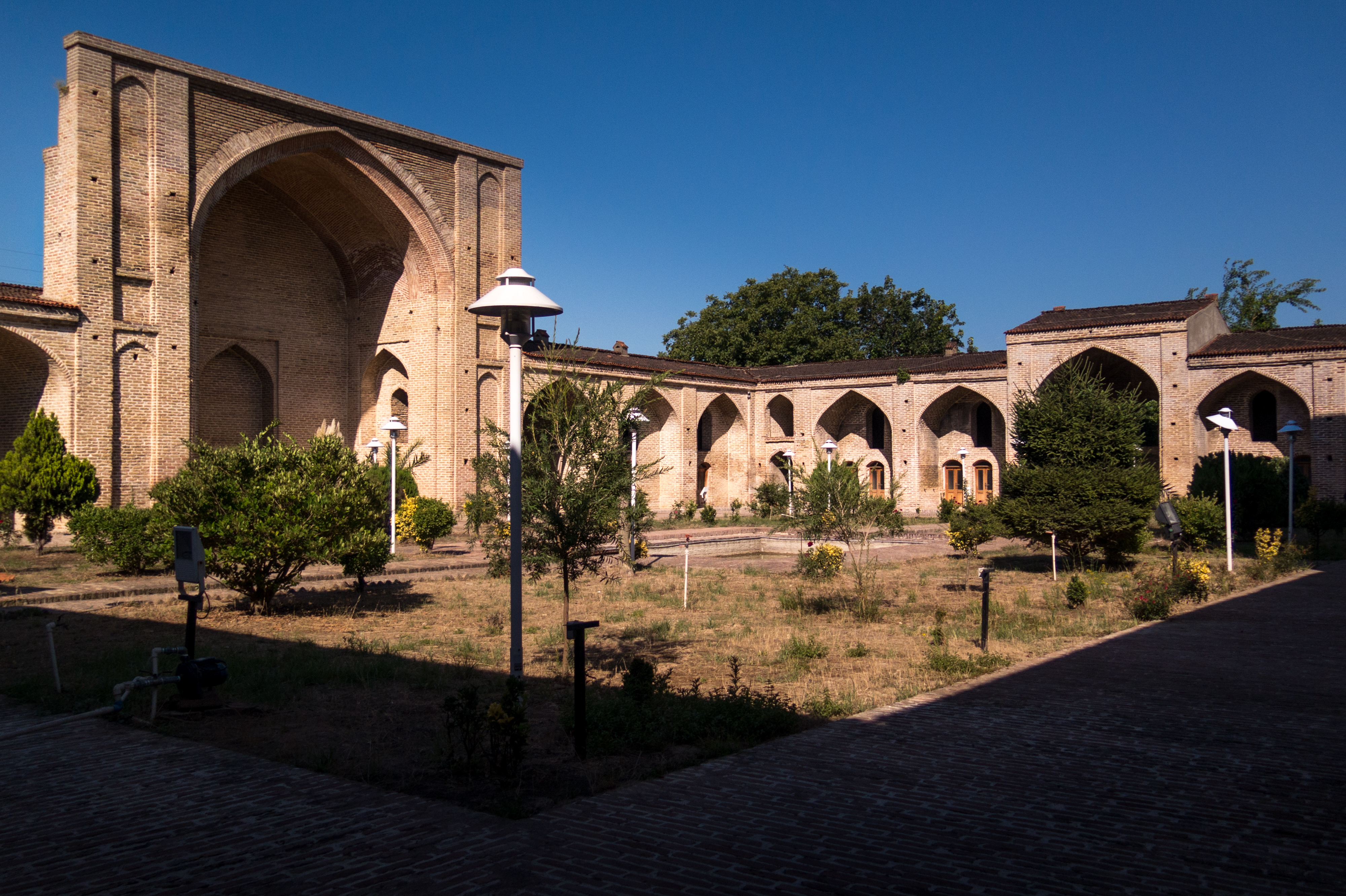
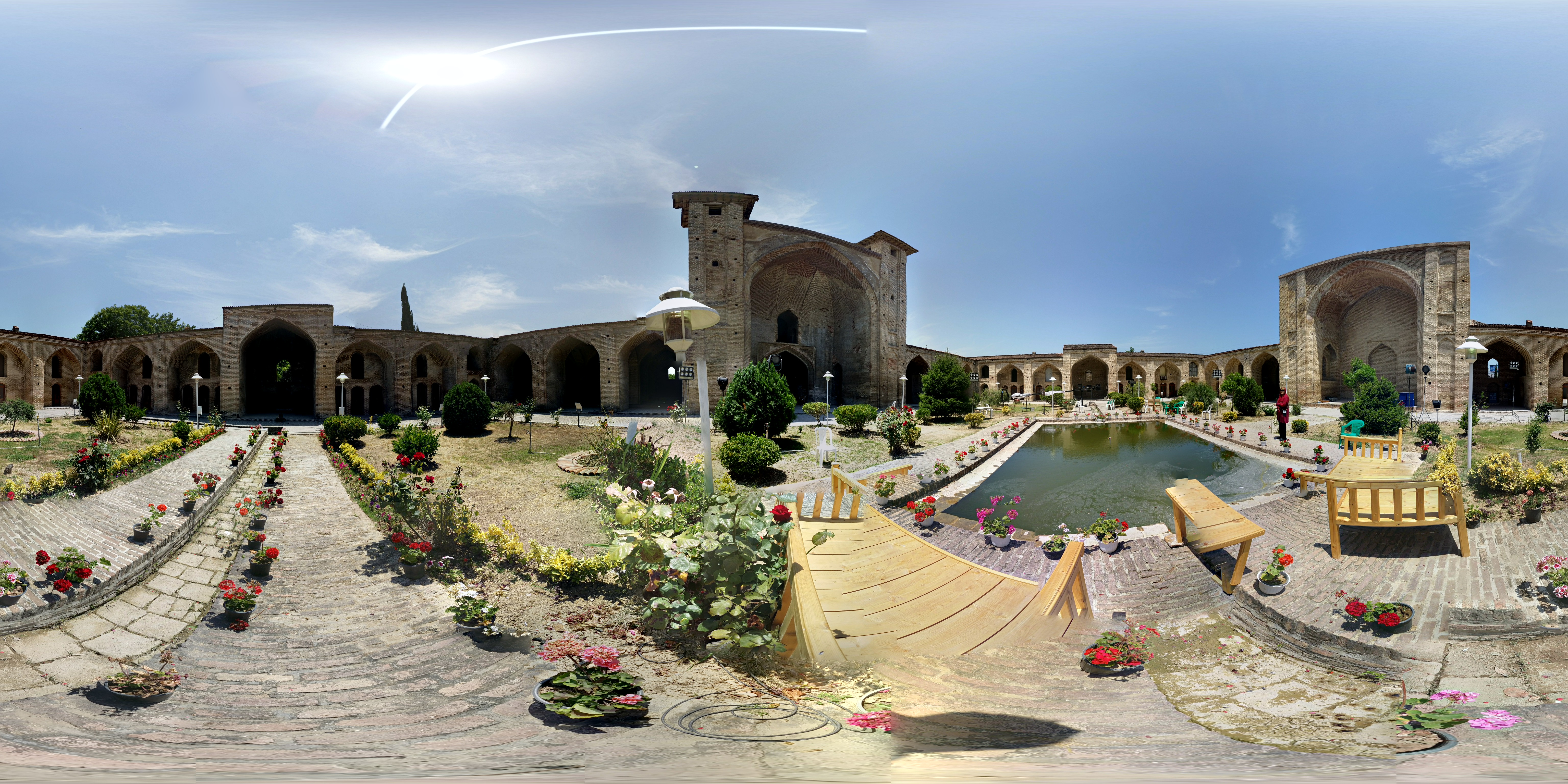
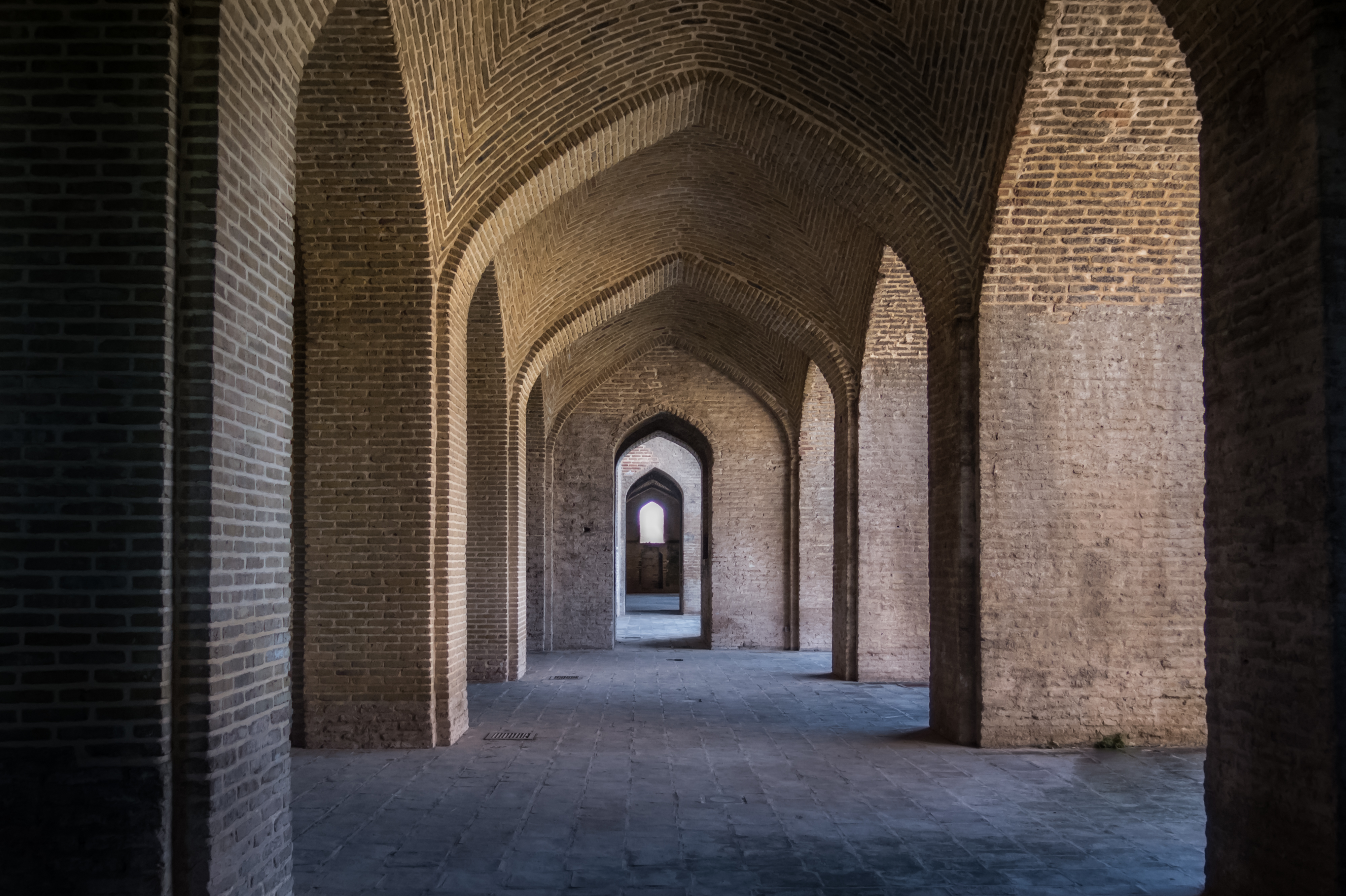
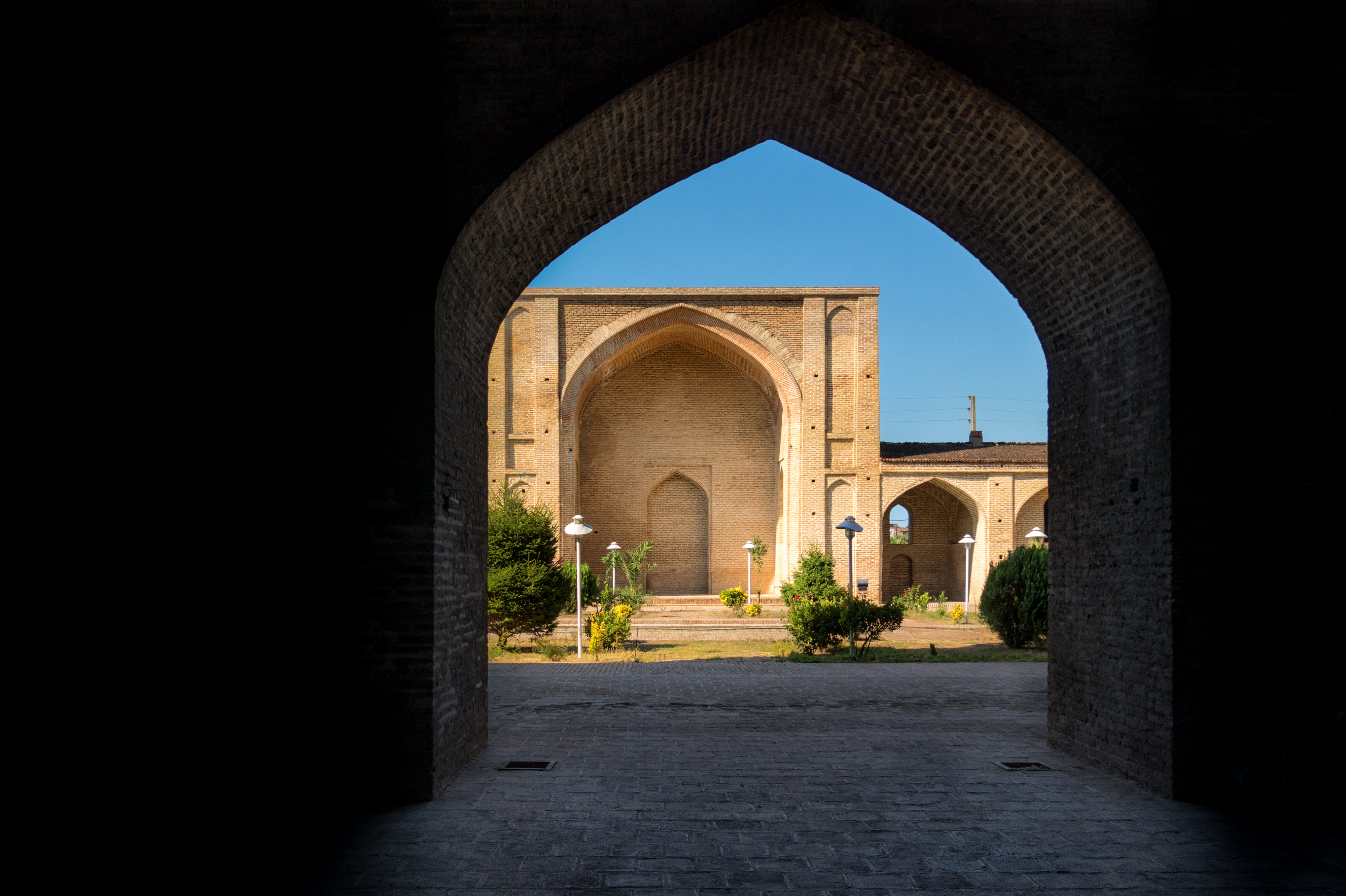
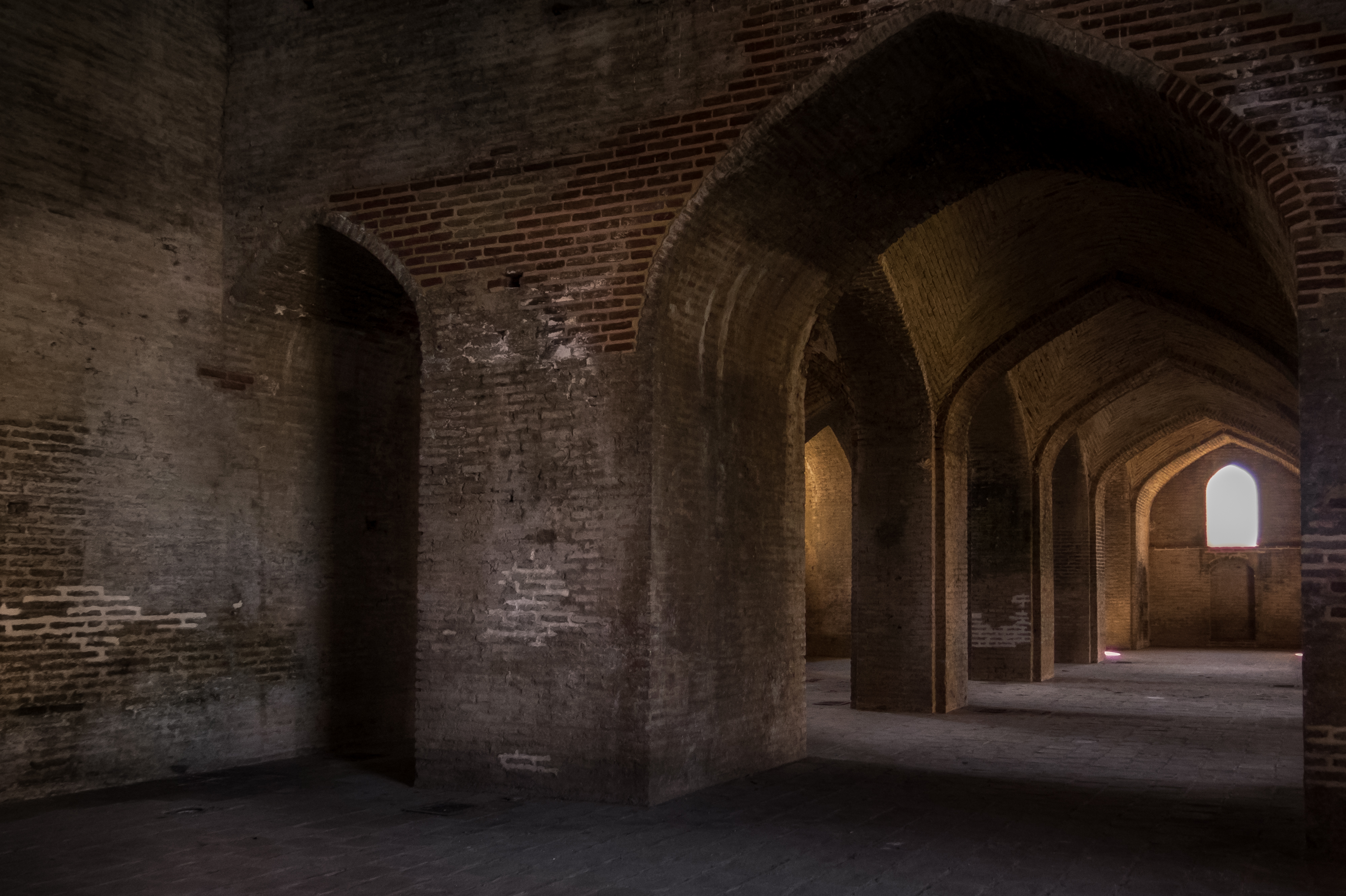
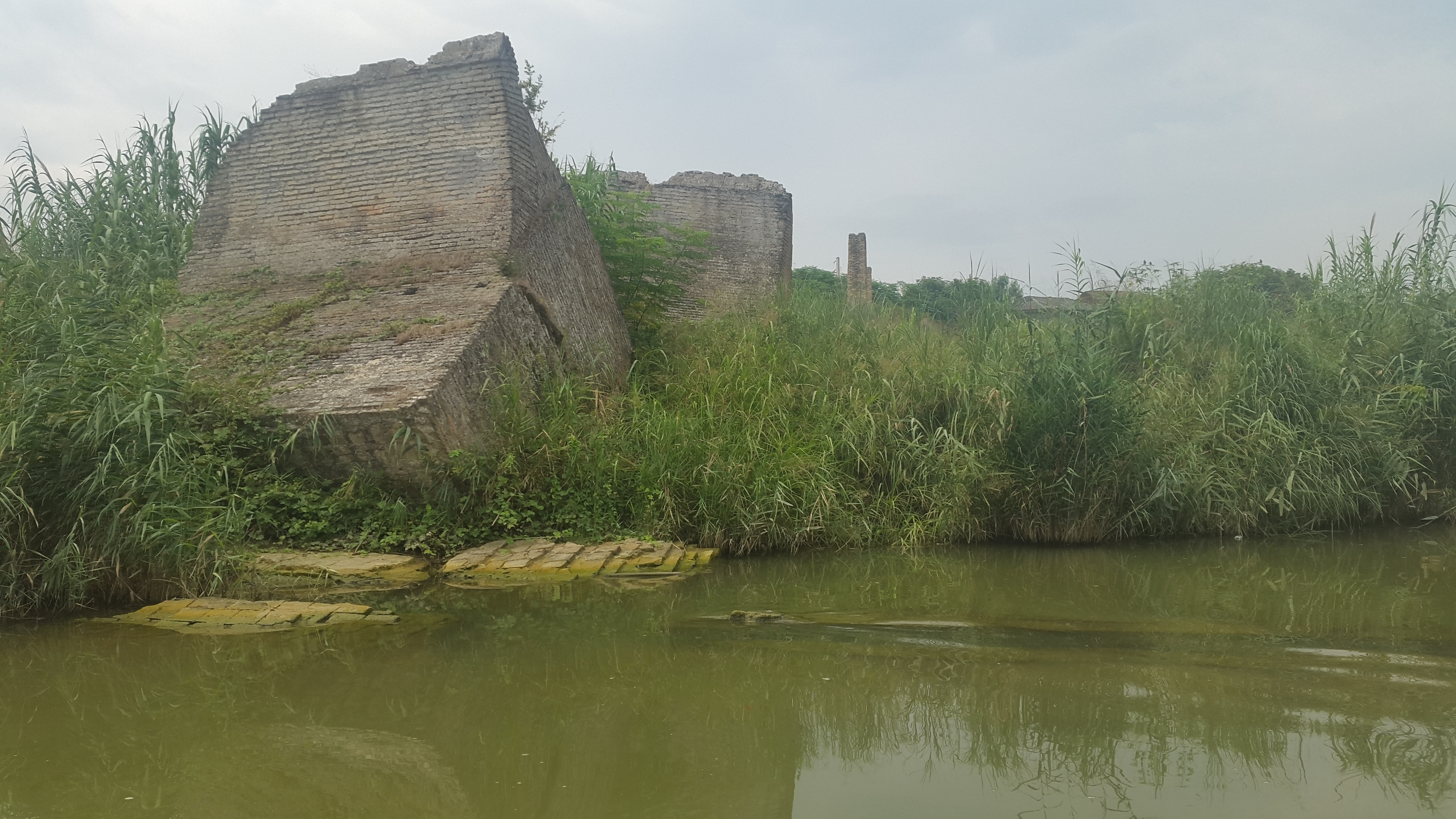
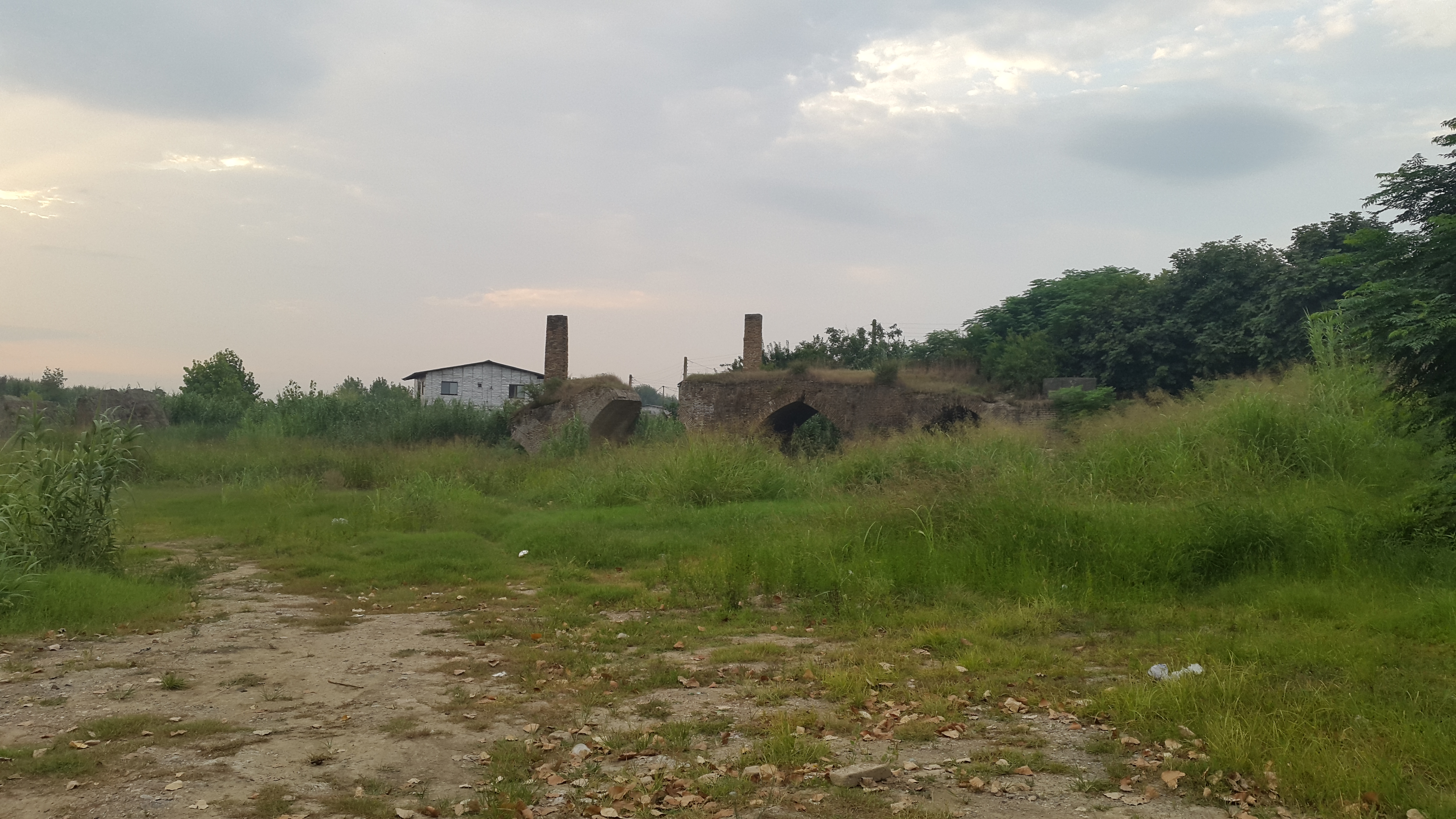
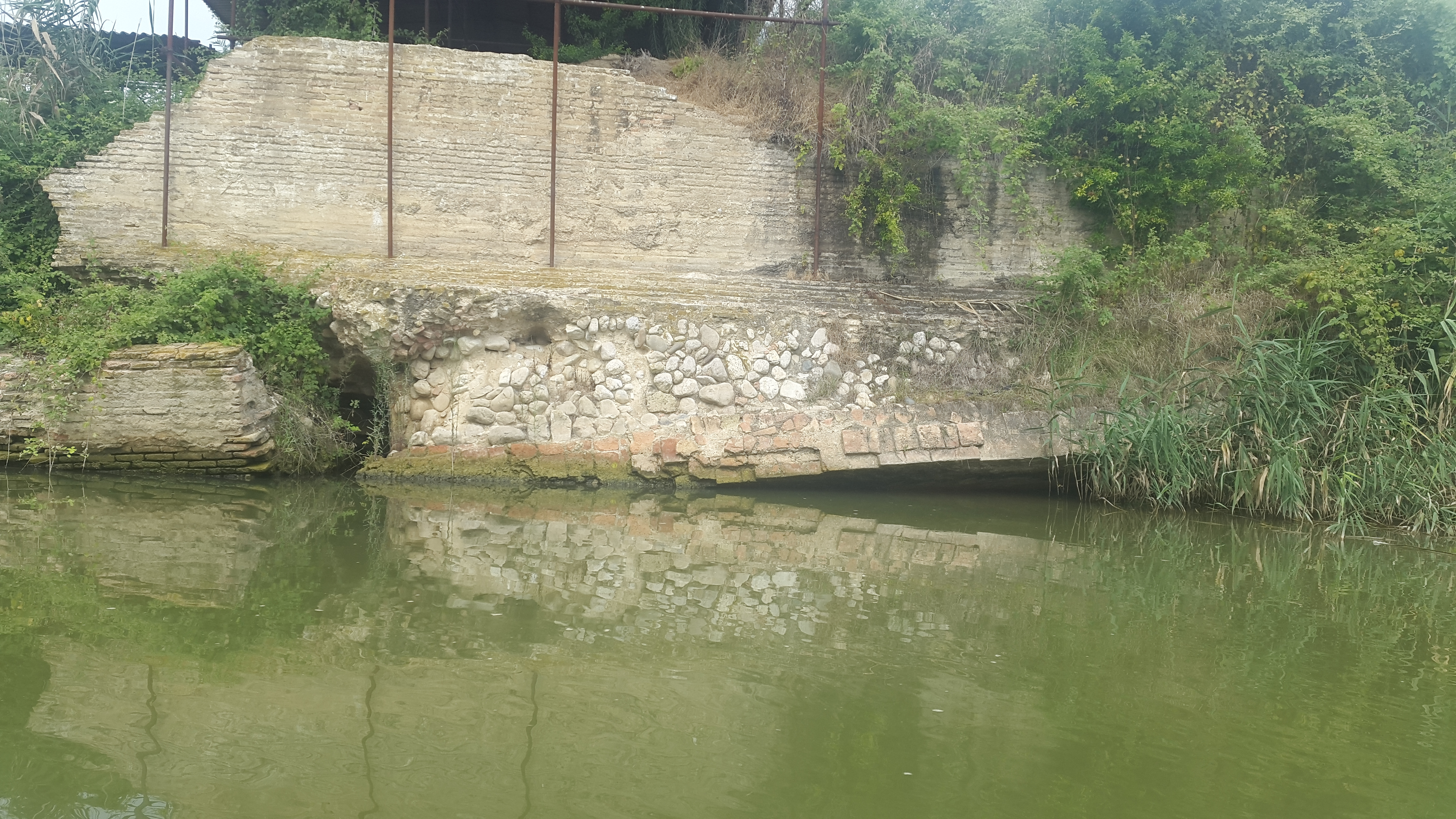
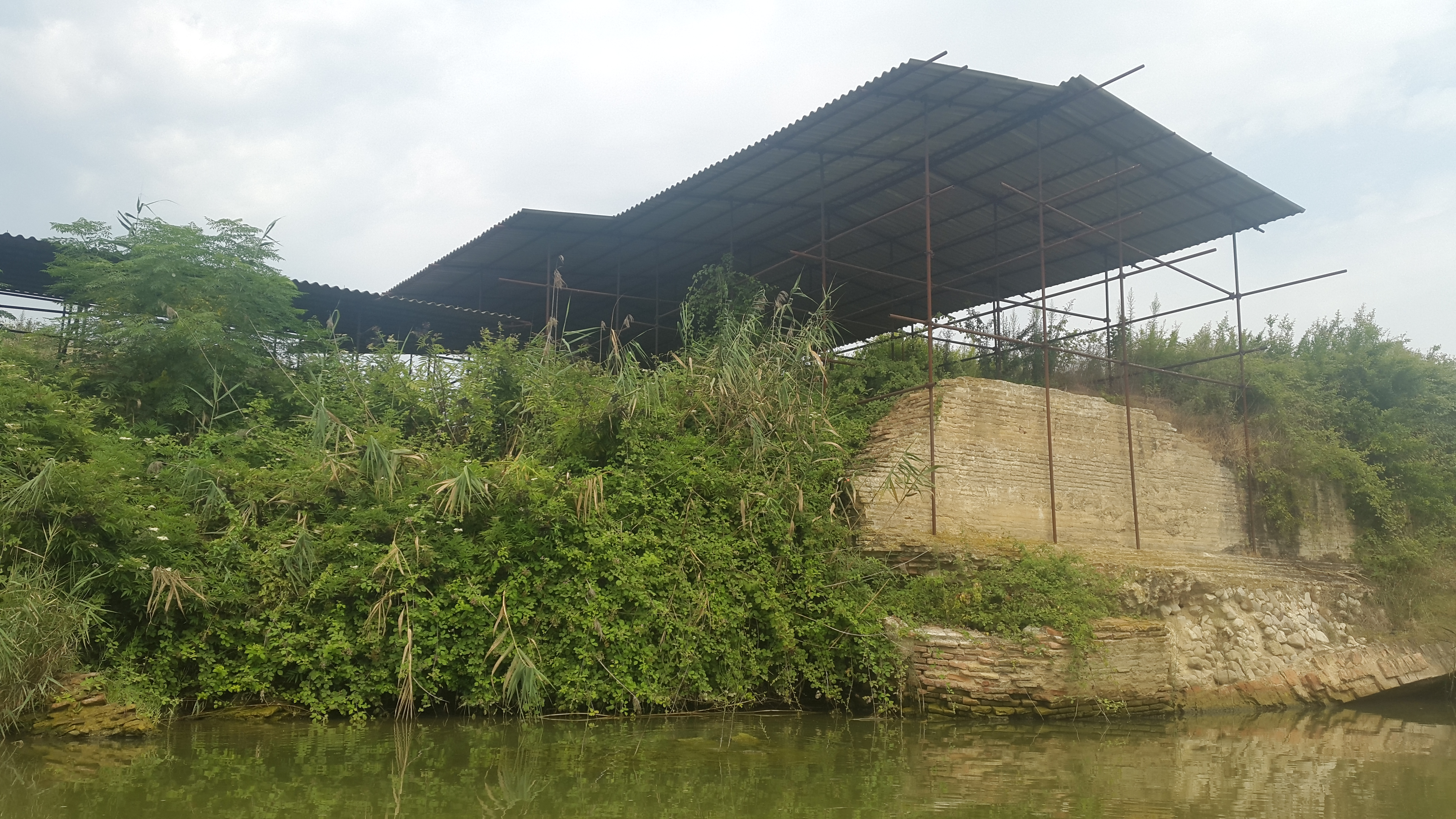